# 4118 Sveta
Sveta (asteroide 4118) é um asteroide da cintura principal, a 2,7092827 UA. Possui uma excentricidade de 0,103936 e um período orbital de 1 920,29 dias (5,26 anos).
Sveta tem uma velocidade orbital média de 17,12912205 km/s e uma inclinação de 8,76231º.
Este asteroide foi descoberto em 15 de Outubro de 1982 por Lyudmila Zhuravlyova e tem esse nome homenageando a cosmonauta Svetlana Savitskaya.